# Russische militaire begraafplaats in Rothenhof
De Russische militaire begraafplaats in Rothenhof is een militaire begraafplaats in Thüringen, Duitsland. Op de begraafplaats liggen omgekomen Russische militairen uit de Tweede Wereldoorlog.

## Begraafplaats
De begraafplaats kenmerkt zich door een bijzondere opzet. Er zijn geen grafstenen, maar alle slachtoffers, Russische krijgsgevangenen en dwangarbeiders uit de Tweede Wereldoorlog, liggen begraven in een massagraf. Het exacte aantal is niet bekend.